# Titus Labienus
Titus Atius Labienus (98 př. n. l. Cingoli - 17. březen 45 př. n. l. Andalusie) byl římský politik a vojevůdce Julia Caesara v době galských válek a římské občanské války.
V roce 63 př. n. l. byl tribunem lidu s blízkými politickými vazbami na Gnaea Pompeia. Je známý jako jeden z vojevůdců Julia Caesara. Účastnil se jeho válečných tažení v Galii, kde během galských válek sloužil jako legát. V zimním období vždy, když Julius Caesar odešel do Říma, vedl římskou armádu v celé Galii. Jeho vojenská strategie mu získala slávu a bohatství. Jeho největším úspěchem v Galii bylo vítězství nad Trevery vedenými Indutiomarem v roce 54 př. n. l., kdy se mu podařilo vzbouřený kmen porazit a Indutiomara zabít. Také jeho tažení proti Lutetii v roce 52 př. n. l. bylo úspěšné, stejně tak i jeho vítězství nad Camulogenem a kmenem Aeduů ve stejném roce.
Ještě před Caesarovým ukončením galských válek a návratem do Říma přešel do služeb Gnaea Pompeia mladšího. V jeho službách bojoval proti Caesarovi v římské občanské válce. Zahynul v bitvě u Mundy, která zároveň ukončila tuto občanskou válku. Byl otcem Quinta Labiena